# 卡斯泰尔诺-代斯特雷特丰
卡斯泰尔诺-代斯特雷特丰（法語：Castelnau-d'Estrétefonds，法語發音：[kastɛlno dɛstʁetfɔ̃]），法国西南部城市，奥克西塔尼大区上加龙省的一个市镇，隶属于图卢兹区，其市镇面积为28.32平方公里，2022年1月1日时人口数量为6,915人，在法国城市中排名第1,603位。
卡斯泰尔诺-代斯特雷特丰位于上加龙省北部，加龙河右岸，图卢兹和蒙托邦两市中点附近，是一个区域性的中心城市，其北侧与塔恩-加龙省接壤，A62高速公路和波尔多—塞特铁路由此通过。

## 地名来源
“卡斯泰尔诺-代斯特雷特丰”一名来源于拉丁语，对应现代法语的，意为“狭窄喷泉区域内的新城堡”。
卡斯泰尔诺-代斯特雷特丰所处区域历史上曾通行奥克语，“Castelnau-d'Estrétefonds”在奥克语维基百科中对应的拼写为“Castèlnau d'Estretasfonts”，在同语言的Openstreetmap中则标记为“Castèthnau d'Estretasfonts”。

## 历史
卡斯泰尔诺-代斯特雷特丰历史上长期为一处普通村落，中世纪时为图卢兹伯爵的一处领地，当地的封建庄园主在此修建了宅邸。中世纪末，当地兴建了圣马丁教堂。法国大革命后，卡斯泰尔诺-代斯特雷特丰成为上加龙省的一个市镇。工业革命时期，加龙河沿岸运河与波尔多－塞特铁路的建成使得卡斯泰尔诺-代斯特雷特丰成为一个以食品加工生产为支柱的经济中心。二战后，随着高速公路的建成，卡斯泰尔诺-代斯特雷特丰境内兴建了大型物流园；同时，伴随着图卢兹的城市扩张，卡斯泰尔诺-代斯特雷特丰也成为了图卢兹北部的一个卫星城。

## 地理

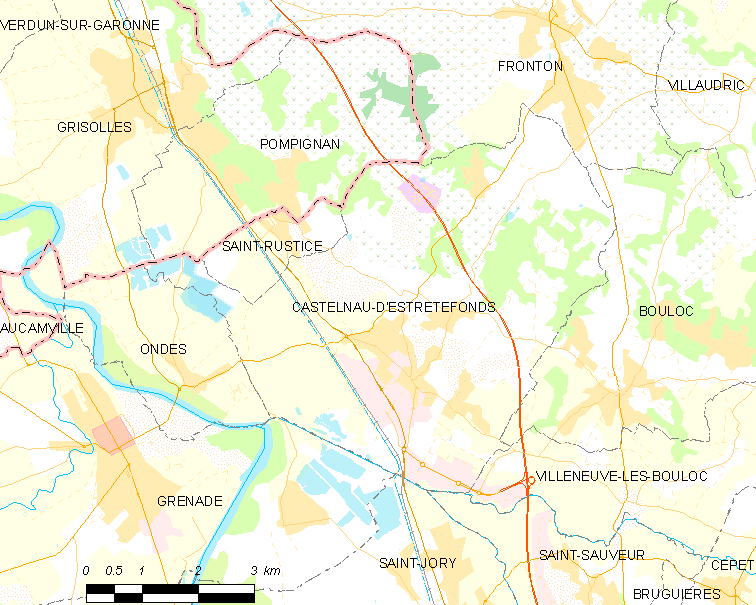
卡斯泰尔诺-代斯特雷特丰市镇范围地图

卡斯泰尔诺-代斯特雷特丰位于法国西南部，奥克西塔尼大区中西部和上加龙省北部，距离省会图卢兹大约18公里。与卡斯泰尔诺-代斯特雷特丰接壤的市镇包括：格里索勒、蓬皮尼昂、圣吕斯蒂斯、弗龙通、翁德、格勒纳德、布洛克、圣若里、布洛克新城和圣索沃尔。

### 地形
卡斯泰尔诺-代斯特雷特丰位于加龙河中游平原上，境内以平原为主，东侧有少量丘陵，市镇中心地势较为平坦，全境海拔在105到224米之间。

### 水文
卡斯泰尔诺-代斯特雷特丰位于加龙河流域范围内，其整体位于加龙河干流右岸，与之平行的加龙河旁侧运河流经镇中心。此外加龙河右岸支流埃尔斯莫尔河流经境内南部。

### 植被
卡斯泰尔诺-代斯特雷特丰属于温带阔叶混交林区，林地多分布于河流附近，风土公园（Parc du Terroir）是当地主要的城市绿地。
在鲜花城市的评比中，卡斯泰尔诺-代斯特雷特丰暂未被评级。

### 气候
卡斯泰尔诺-代斯特雷特丰在柯本气候分类法中属于带有地中海特征的温带海洋性气候（Cfb）。

## 行政区划
卡斯泰尔诺-代斯特雷特丰的市镇编号为31118，邮政编号为31620。
在行政管理方面，卡斯泰尔诺-代斯特雷特丰隶属于法国奥克西塔尼大区上加龙省图卢兹区；在地方选举方面，卡斯泰尔诺-代斯特雷特丰隶属于塔恩河畔维勒米尔县，其市镇范围全境被划入上加龙省第五选区；在社会管理方面，卡斯泰尔诺-代斯特雷特丰是弗龙通地区市镇公共社区的组成部分。
截至2023年8月，卡斯泰尔诺-代斯特雷特丰市镇范围内暂无任何城市敏感街区及城市政策优先街区。
法国国家统计与经济研究所（简称）在进行数据统计时，将卡斯泰尔诺-代斯特雷特丰及相邻的另外3个市镇设为卡斯泰尔诺-代斯特雷特丰城市核心区，并将包括核心区在内的周边共452个市镇划为图卢兹城市区。自2020年起，卡斯泰尔诺-代斯特雷特丰城市核心区被划入图卢兹城市核心区，而图卢兹城市区则被包含527个市镇的图卢兹城市辐射区代替。此外，还将卡斯泰尔诺-代斯特雷特丰市镇整体看作一个“块区”（IRIS），以便于统计人口分布情况。

## 交通

### 公路
法国A62高速公路，通过10.1号出入口与市区连接；此外上加龙省省道D29线、D45线、D820线和D945线在卡斯泰尔诺-代斯特雷特丰境内交汇。奥克西塔尼大区下属的城际客运提供巴士线路，可前往图卢兹和蒙托邦。
2019年，88.3%的卡斯泰尔诺-代斯特雷特丰家庭拥有至少一辆私人汽车。2021年，卡斯泰尔诺-代斯特雷特丰境内共发生各类交通事故5起，造成1人遇难，6人受伤，其中3人重伤。
| 10.1 | 3.7 |

| 图卢兹 | 26 |

| 蒙托邦 | 29 |

| 塔恩河畔维勒米尔 | 18 |

### 铁路

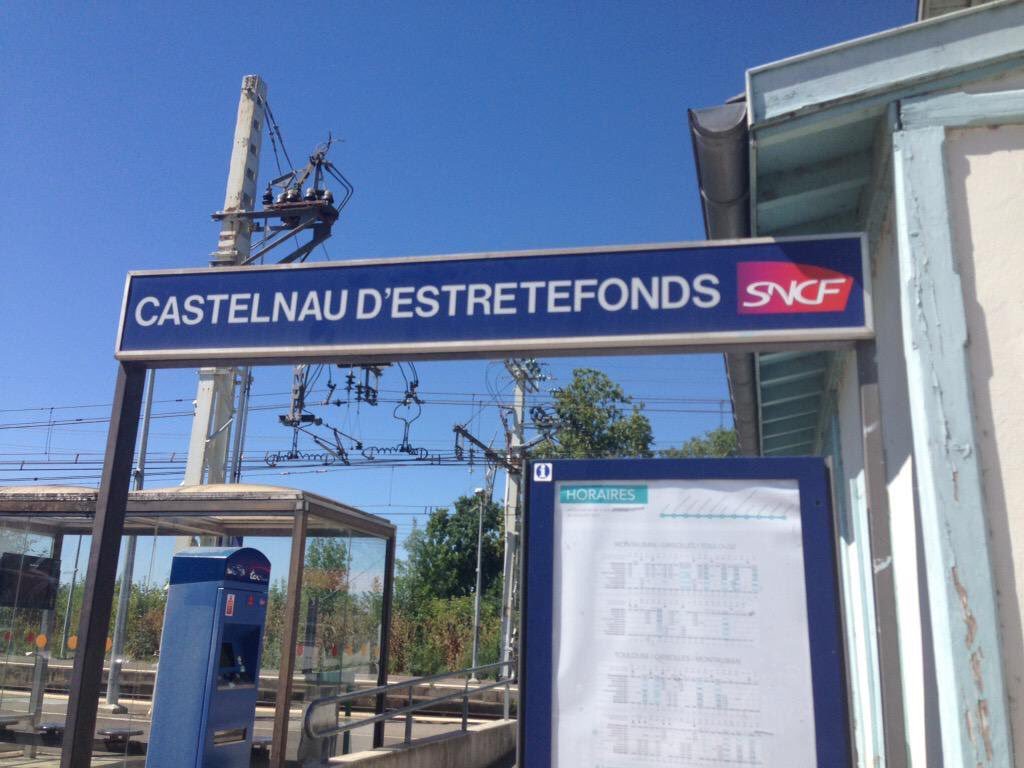
火车站

卡斯泰尔诺-代斯特雷特丰位于波尔多－塞特铁路上。卡斯泰尔诺-代斯特雷特丰站位于市区西部，停靠往返于蒙托邦和图卢兹一线的区域列车。

### 航空
距离卡斯泰尔诺-代斯特雷特丰最近的民用航空站为20公里外的图卢兹-布拉尼亚克机场。

### 城市公共交通
截至2023年8月，卡斯泰尔诺-代斯特雷特丰暂无城市公共交通系统。

## 政治

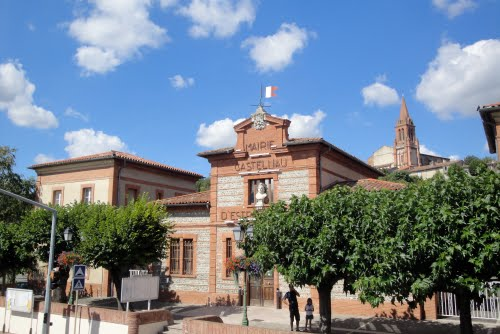
卡斯泰尔诺-代斯特雷特丰市政府

卡斯泰尔诺-代斯特雷特丰的现任市长为达尼埃尔·迪皮先生（Daniel DUPUY），他是一名左翼无党派人士，在2020年的市政选举中获得了56.75%的支持率。
在2022年的法国总统大选中，法国第25任总统埃马纽埃尔·马克龙在卡斯泰尔诺-代斯特雷特丰获得了55.68%的支持率。

## 人口
2020年，卡斯泰尔诺-代斯特雷特丰市镇人口数量为6,689，在法国排名第1,603位。其中男性3,246人，女性3,333人，75岁及以上人口占4.6%，外籍人口数量为250人，人口密度为236人/平方公里，当地居民被称为（男性）或（女性）。2020年，卡斯泰尔诺-代斯特雷特丰境内出生87人，死亡人口43人。
| 卡斯泰尔诺-代斯特雷特丰1901年－2020年人口变化情况 |
|                                                   |
| 数据来源：Cassini、INSEE                          |

## 经济
卡斯泰尔诺-代斯特雷特丰是一个区域性的中心城市，也是图卢兹的一个北郊卫星城。截至2023年8月，卡斯泰尔诺-代斯特雷特丰市镇范围内共有各类用人单位（包含自雇）1,153家，平均历史为12年，其中97.76%为中小型企业（PME），2023年6月至8月间，当地的经济活力指数为0。（工业设备）、（蔬果销售）及（医疗用品 ）是当地2021年营业额最高的三个企业，分别为34,706,591欧元、30,209,740欧元和28,159,511欧元。

## 财政与居民收入
2021年，卡斯泰尔诺-代斯特雷特丰的财政收入总额为8,463,360欧元，财政支出总额为6,734,260欧元，当年的债务总额为4,416,920欧元。2021年，卡斯泰尔诺-代斯特雷特丰市镇通过增值税获得722,690欧元的收入，此外当地还共获得了610,150欧元的国家直接财政补助。
2019年，卡斯泰尔诺-代斯特雷特丰的人均月收入总额为2,501欧元，其中高级职员为4,033欧元，低于法国平均水平（4,230欧元）；中级职员为2,436欧元，高于法国平均水平（2,411欧元）；普通职员为1,858欧元，高于法国平均水平（1,740欧元）。
2019年，卡斯泰尔诺-代斯特雷特丰境内的贫困率为7%，青壮年（15至64岁）失业率为7.6%；当地51.2%的家庭拥有纳税资格，平均纳税3,416欧元，低于法国平均水平（4,393欧元）。

## 社会事务

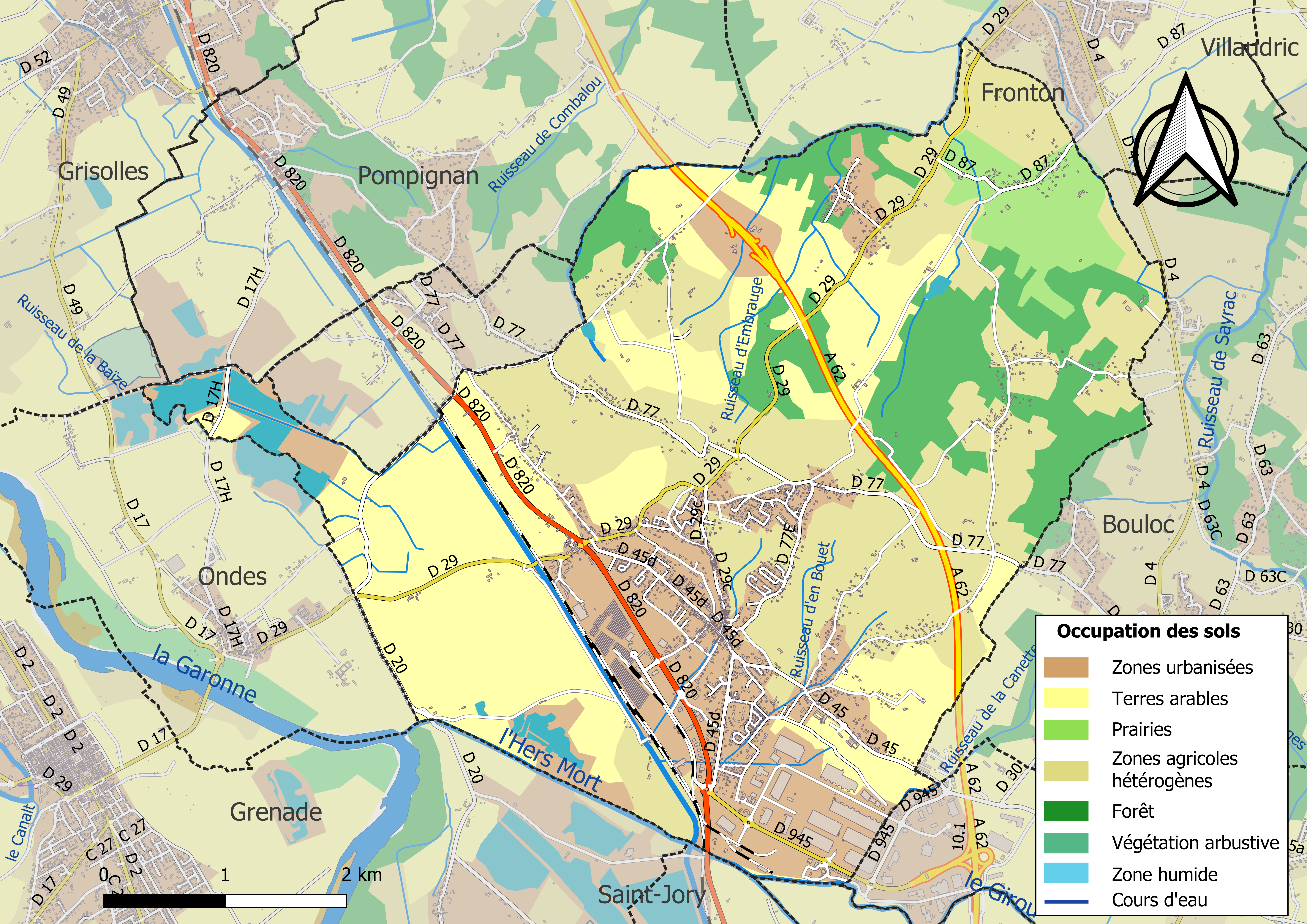
卡斯泰尔诺-代斯特雷特丰土地利用情况地图

### 教育
卡斯泰尔诺-代斯特雷特丰属于图卢兹学区。截至2021年1月1日，卡斯泰尔诺-代斯特雷特丰境内共有1所幼儿园和3所小学。

### 医疗
截至2021年1月1日，卡斯泰尔诺-代斯特雷特丰境内共有全科医生4名、保健师5名、牙医4名、护士8名和助产士1名。境内共有药房1家。
距离卡斯泰尔诺-代斯特雷特丰最近的区域性医疗机构为图卢兹大学中心医院，其下属的皮埃尔-保罗·里凯医院（Hôpital Pierre-Paul Riquet）位于图卢兹市区西北部，距离卡斯泰尔诺-代斯特雷特丰市区的正常车程大约21分钟，该院设有床位714个。

### 住房
2019年，卡斯泰尔诺-代斯特雷特丰境内共有各类住房2,930套，其中73.8%为独立式居民区，26.0%为集中式居民区。常住房屋占卡斯泰尔诺-代斯特雷特丰市镇范围内居民建筑总量的91.4%。
在住房保障政策方面，2021年，卡斯泰尔诺-代斯特雷特丰境内共有332户家庭获得了住房经济补助，受益人数占总人口数量的5.0%，其中294份为房租补助。

### 商业
2021年，卡斯泰尔诺-代斯特雷特丰境内共有各类实体商铺177家，其中餐厅21家、大型超市2家、杂货店2家、面包房5家、肉铺1家、美容美发店9家、汽车维修店9家。市区西部建有Intermarché购物超市。

### 体育
2021年，卡斯泰尔诺-代斯特雷特丰境内共有2处网球场、1处马术场、1处足球或橄榄球场以及3处篮球或排球场。
截至2023年8月，卡斯泰尔诺-代斯特雷特丰体育联盟（AS Castelnau d'Estretefond，编号520607）是卡斯泰尔诺-代斯特雷特丰境内唯一的一家注册足球俱乐部，其主队2023至2024赛季参加奥克西塔尼大区足球联赛丙组（法国第八级别），其主场为市政球场（Stade municipal）。

### 环境
卡斯泰尔诺-代斯特雷特丰的环境事务由其所属的弗龙通地区市镇公共社区联合各级政府协调负责。2021年，卡斯泰尔诺-代斯特雷特丰境内暂无污染企业。

### 治安
卡斯泰尔诺-代斯特雷特丰及其附近的共76个市镇是图卢兹圣米歇尔宪兵队的管辖范围。2020年，该宪兵队累计记录各类案件8,971起，其中盗窃类案件5,504起，经济类案件1,422起，毒品交易类案件264起。

## 文化
2021年，卡斯泰尔诺-代斯特雷特丰境内暂无任何文化设施。卡斯泰尔诺-代斯特雷特丰市政府提供多媒体中心，每周二、三、五、六向公众开放。

### 建筑
卡斯泰尔诺-代斯特雷特丰境内有多处历史建筑，其中镇中心的圣马丁教堂等为法国国家文物保护单位。

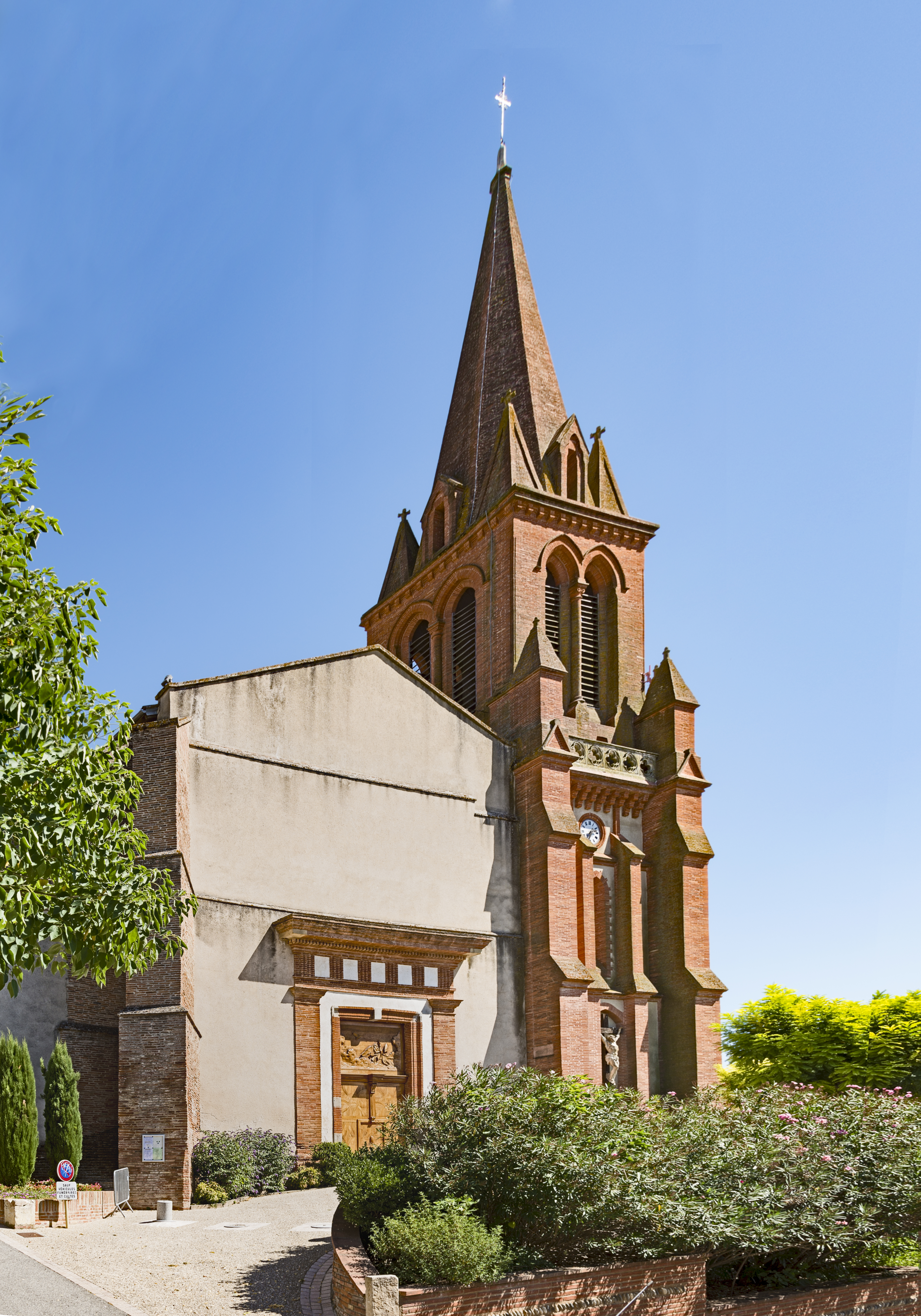
圣马丁教堂（法语：Église Saint-Martin de Castelnau-d'Estrétefonds）
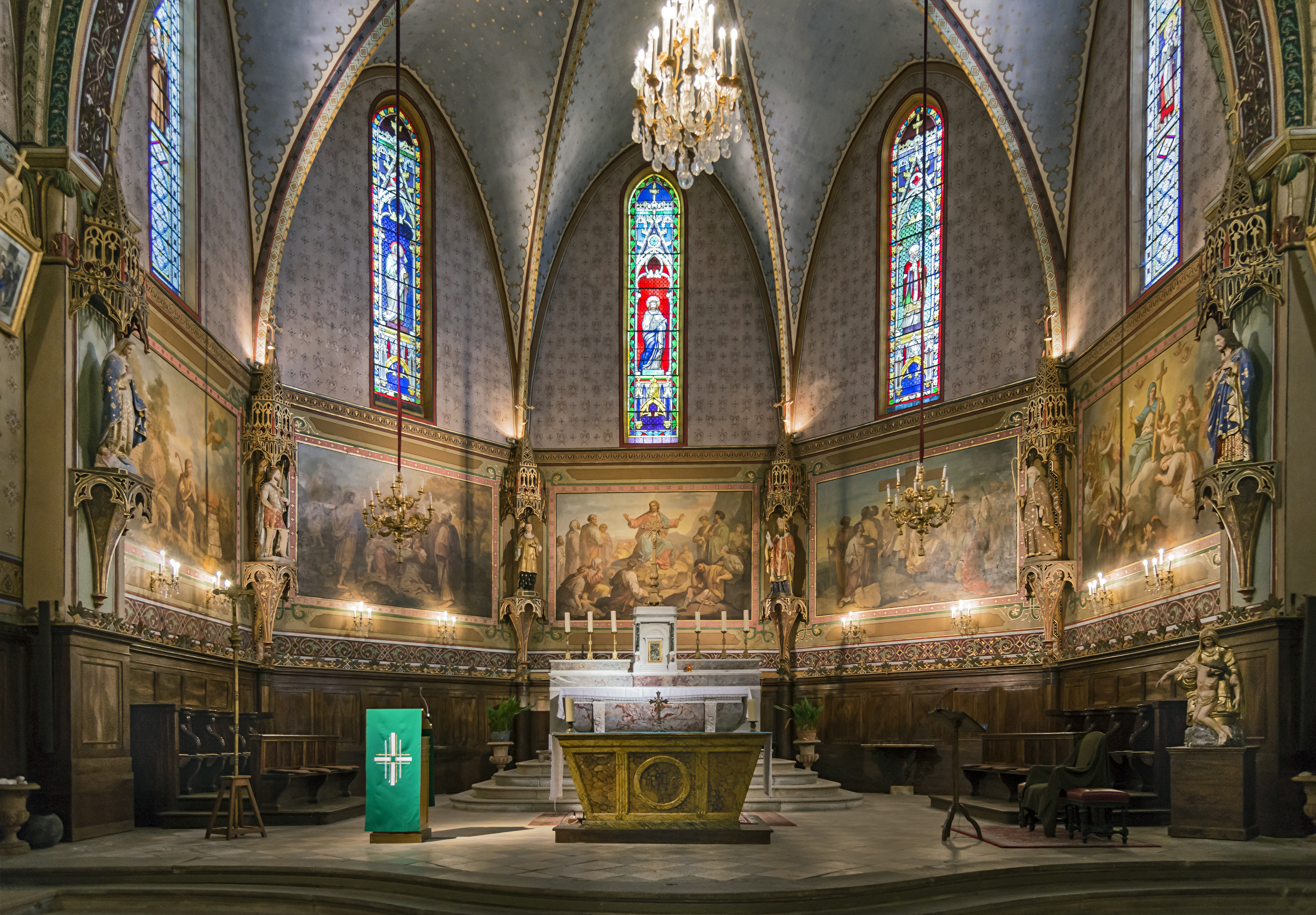
教堂大厅
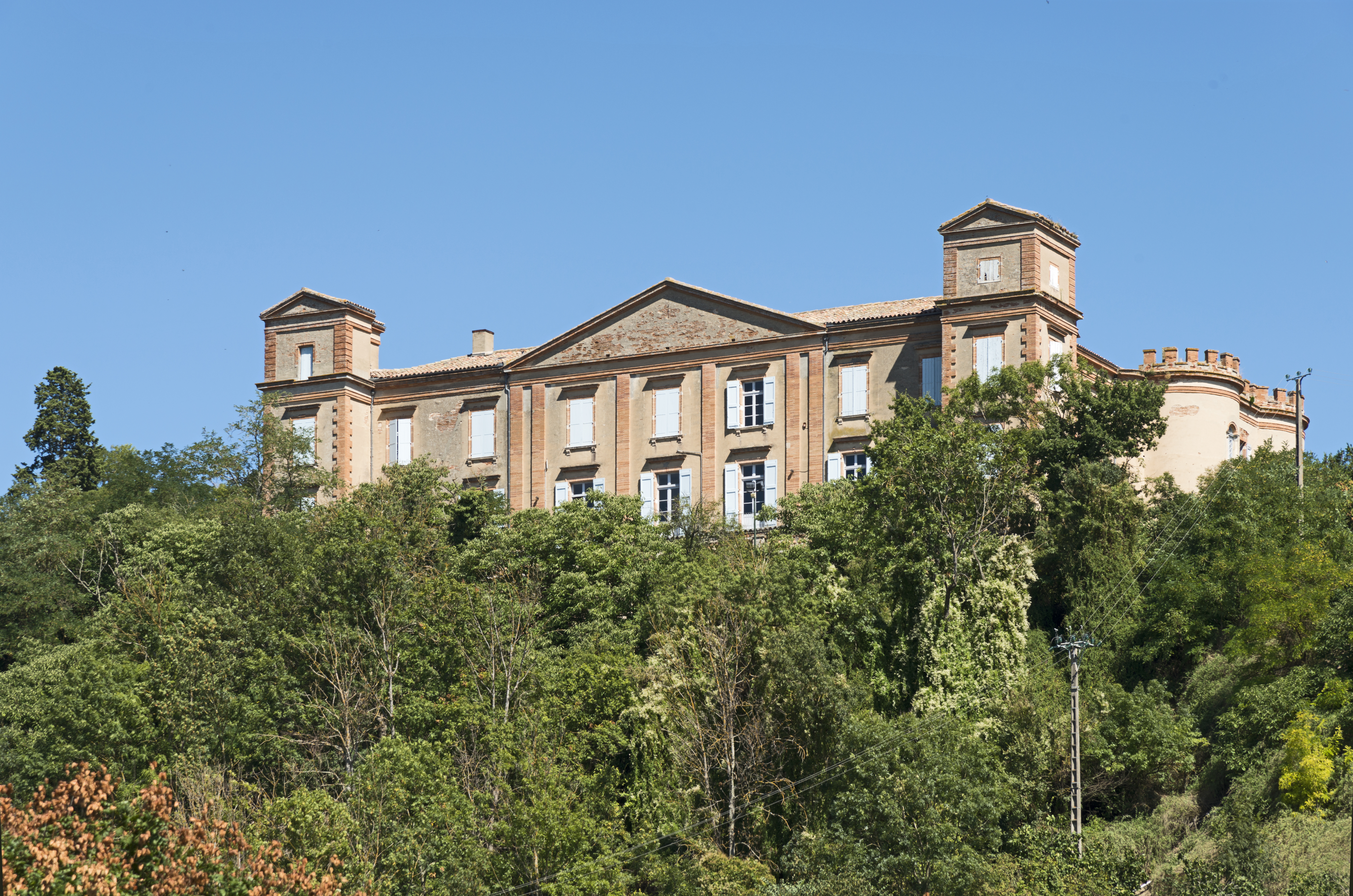
城堡
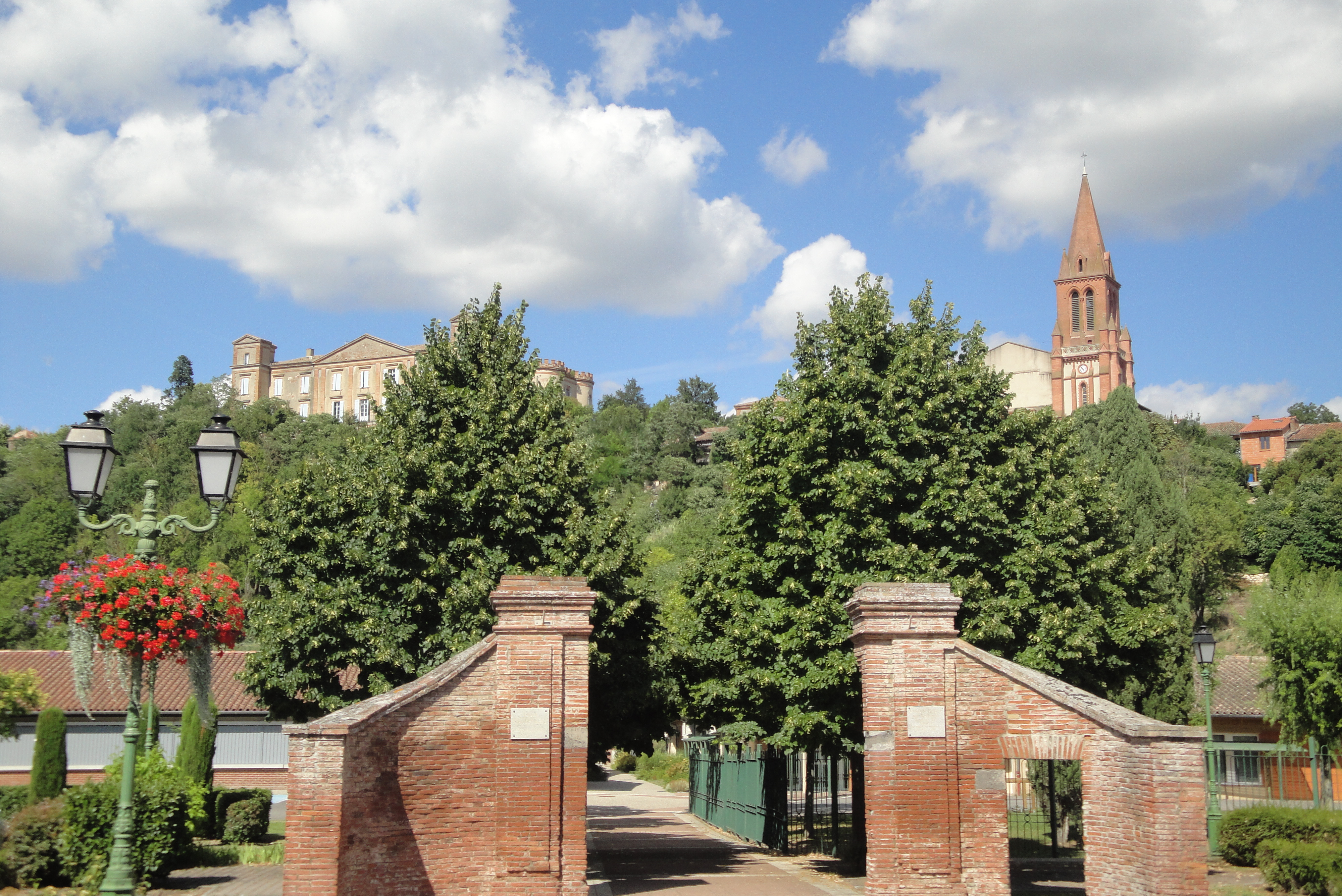
城堡公园
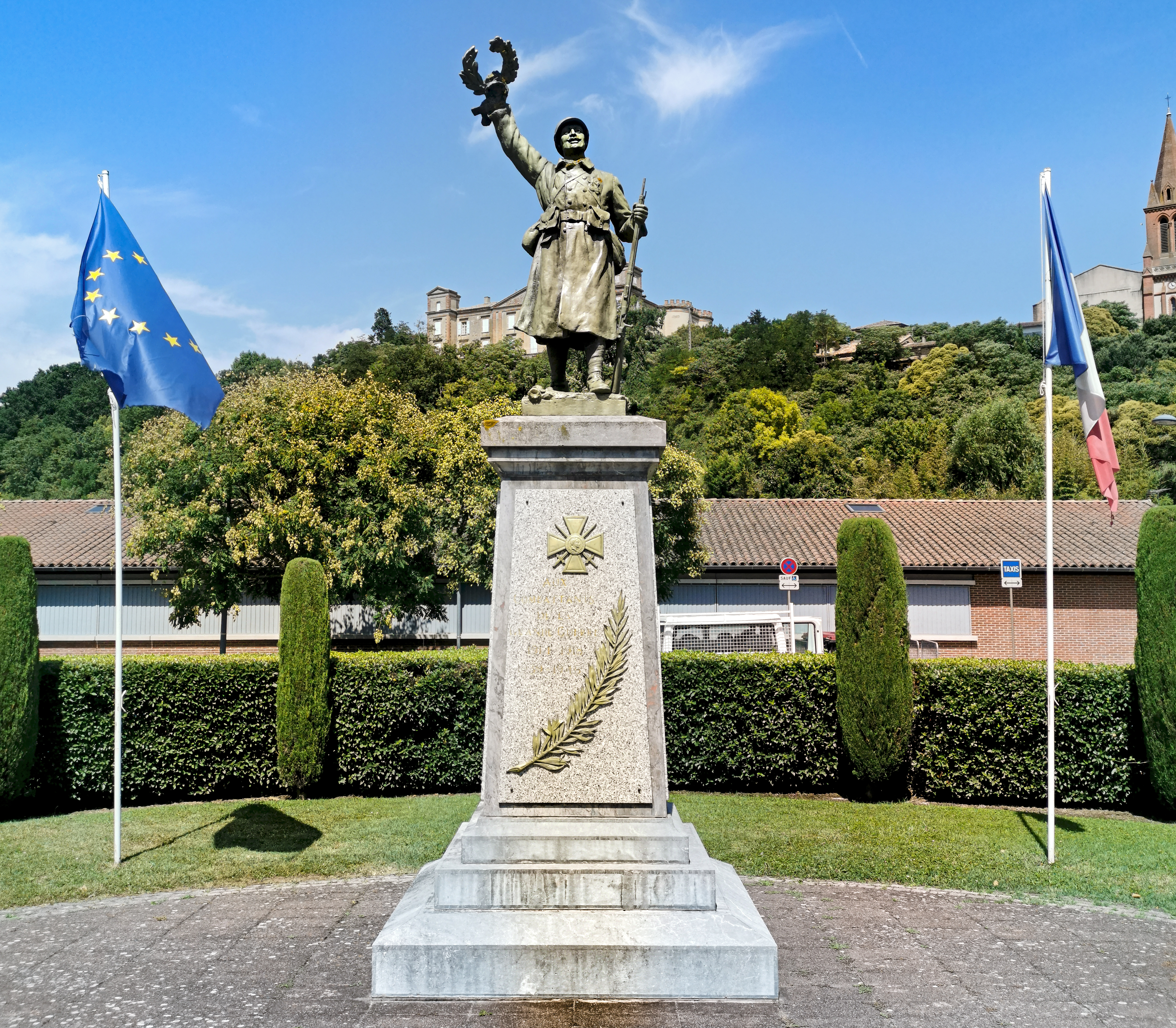
遇难者纪念碑
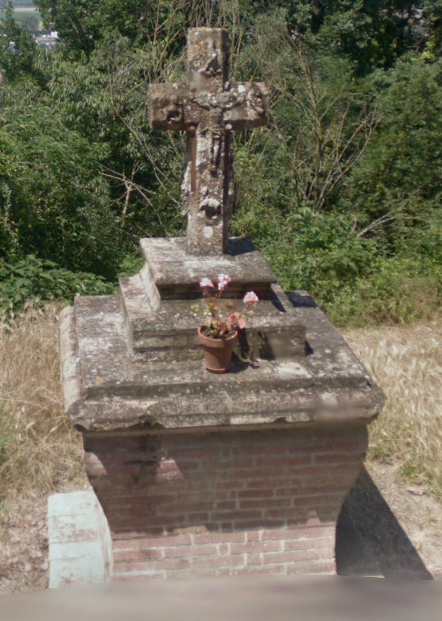
殉难者十字架

### 旅游
卡斯泰尔诺-代斯特雷特丰的旅游事务由其所属的弗龙通地区市镇公共社区负责。2022年，卡斯泰尔诺-代斯特雷特丰境内共有3家酒店共计152间房间。

### 媒体
法国主要的媒体均可在卡斯泰尔诺-代斯特雷特丰接收，法国电视三台下属的奥克西塔尼大区频道在部分时段播出卡斯泰尔诺-代斯特雷特丰所在上加龙省的地方新闻。《南法追寻报》、奥克西塔尼电视台、蓝色法兰西奥克西塔尼广播等是当地主要的地方性媒体。

## 相关人物
法国画家菲利普·佩拉纳出生于卡斯泰尔诺-代斯特雷特丰。

## 友好城市
截至2023年8月，卡斯泰尔诺-代斯特雷特丰暂未建立任何友好城市关系。